# Narodni park Šar planina
Narodni park Šar planina (albansko Parku Kombëtar Malet e Sharrit, srbsko Национални Парк Шар Планине / Nacionalni park Šar Planine) je narodni park na jugovzhodnem delu Kosova. Obsega 53.272 hektarjev (532.72 km²) s središčem na severni Šar planini, gorskem območju, ki sega tudi v severovzhodno Albanijo in severozahodno Severno Makedonijo. Park obsega različne terene, vključno z ledeniškimi jezeri, alpskimi in periglacialnimi pokrajinami.
Narodni park Šar planina ima alpsko podnebje z nekaj celinskega vpliva. Povprečna temperatura se giblje med -1,3 ° C (januarja) in 20 ° C (julija), medtem ko se povprečne letne padavine gibljejo med 600 milimetri in 1200 milimetri, odvisno od nadmorske višine.
Rastlinstvo parka predstavlja 1558 vrst žilnih rastlin. Živalstvo vključuje 32 vrst sesalcev, 200 vrst ptic, 13 vrst plazilcev, 10 vrst dvoživk, 7 vrst rib in 147 vrst metuljev.
Glede na fitogeografijo narodni park Šar planina spada v ilirsko provinco cirkumborealne regije v borealnem kraljestvu. V celoti sodi v balkansko mešanico gozdov kopenske ekoregije palearktičnih listopadnih in mešanih gozdov zmernega pasu.
V parku je nekaj strogih naravnih rezervatov:
- Mešani listopadni gozdovi in kamnita območja v soteski Rusenice - habitat balkanskega risa (Lynx lynx balcanicus);
- Popovo prase - čisti ali mešani gozdovi munike;
- Ošljak - gozd munike, grmovne skupnosti planinskega bora, čisti smrekovi gozdovi;
- Golem bor - ohranjeni stari gozdovi munike.

Šar planina je s številnimi ledeniškimi jezeri in različnimi oblikami ledeniškega reliefa pravi muzej ledeniškega reliefa pod odprtim nebom.
Bogato kulturno in zgodovinsko dediščino predstavlja 34 srednjeveških cerkva in samostanov, na primer samostan sv. Petra Korinškega iz 13. stoletja in samostan sv. Nadangela iz 15. stoletja blizu Prizrena, turistom pa je na voljo smučarsko središče na Brezovici.